# Al Haram
 (mai 2024).
Pour les articles homonymes, voir Haram (homonymie).
Al Haram est une ville du gouvernorat de Gizeh en Égypte.